# Rokitnia Stara (gromada)
Rokitnia Stara (w latach 70. Stara Rokitnia) – dawna gromada, czyli najmniejsza jednostka podziału terytorialnego Polskiej Rzeczypospolitej Ludowej w latach 1954–1972.
Gromady, z gromadzkimi radami narodowymi (GRN) jako organami władzy najniższego stopnia na wsi, funkcjonowały od reformy reorganizującej administrację wiejską przeprowadzonej jesienią 1954 do momentu ich zniesienia z dniem 1 stycznia 1973, tym samym wypierając organizację gminną w latach 1954–1972.
Gromadę Rokitnia Stara z siedzibą GRN w Rokitni Starej (w obecnym brzmieniu Stara Rokitnia) utworzono – jako jedną z 8759 gromad na obszarze Polski – w powiecie garwolińskim w woj. warszawskim, na mocy uchwały nr VI/10/2/54 WRN w Warszawie z dnia 5 października 1954. W skład jednostki weszły obszary dotychczasowych gromad Kletnia, Rokitnia Stara i Rokitnia Nowa oraz wieś Plebanka z dotychczasowej gromady Nadwiślanka ze zniesionej gminy Stężyca, obszary dotychczasowych gromad Brzeziny i Zielonka oraz wieś Błędowice z dotychczasowej gromady Podobłocie ze zniesionej gminy Trojanów oraz wieś Krukówka z dotychczasowej gromady Mierzwiączka ze zniesionej gminy Dęblin w tymże powiecie. Dla gromady ustalono 23 członków gromadzkiej rady narodowej.
1 stycznia 1956 gromada weszła w skład nowo utworzonego powiatu ryckiego w tymże województwie.
W latach 70. używano nazwy gromada Stara Rokitnia.
Gromada przetrwała do końca 1972 roku, czyli do kolejnej reformy gminnej.